# روبرتو نونيز
روبرتو نونيز (بالإسبانية: Roberto Núñez Mañas)‏ هو لاعب كرة قدم إسباني في مركز الهجوم، ولد في 3 يناير 1996 في طلبيرة في إسبانيا. لعب مع أتلتيكو مدريد.

## وصلات خارجية
- روبرتو نونيز على موقع قاعدة بيانات كرة القدم.إي يو (الإنجليزية)
- روبرتو نونيز على موقع Soccerway.com (الإنجليزية)
- روبرتو نونيز على موقع AS.com (الإسبانية)